# Serdar Berdimuhamedow
Serdar Gurbangulyýewiç Berdimuhamedow (ur. 22 września 1981 w Aszchabadzie) – turkmeński polityk, prezydent Turkmenistanu od 19 marca 2022. 
Syn Gurbanguly’ego Berdimuhamedowa, będącego prezydentem Turkmenistanu w latach 2006–2022.

## Wczesna kariera i edukacja
Serdar Berdimuhamedow urodził się 22 września 1981 w Aszchabadzie. W latach 1987–1997 uczył się w Szkole Średniej nr 43 w Aszchabadzie. W latach 1997–2001 studiował na Turkmeńskim Uniwersytecie Rolniczym, uzyskując tytuł inżyniera-technologa.
Od lipca do listopada 2001 pracował w Dyrekcji Zagranicznych Stosunków Gospodarczych Stowarzyszenia Przetwórstwa Spożywczego, po czym odbył dwuletnią obowiązkową służbę wojskową. W latach 2003–2008 ponownie pracował w Stowarzyszeniu Przetwórstwa Spożywczego w dziale owoców i warzyw oraz w dziale piwa bezalkoholowego i wina.
W latach 2008–2011 Berdimuhamedow studiował w Akademii Dyplomatycznej Ministerstwa Spraw Zagranicznych Rosji, uzyskując dyplom w dziedzinie stosunków międzynarodowych. W tym okresie był również przydzielony do ambasady Turkmenistanu w Moskwie jako radca ambasady. W latach 2011–2013 studiował w Genewskim Centrum Polityki Bezpieczeństwa, uzyskując dyplom studiów podyplomowych w dziedzinie bezpieczeństwa europejskiego i międzynarodowego. Jednocześnie był przydzielony do turkmeńskiej misji przy Organizacji Narodów Zjednoczonych w Genewie jako radca ambasady.
Od sierpnia do grudnia 2013 pełnił funkcję szefa Departamentu Europejskiego turkmeńskiego Ministerstwa Spraw Zagranicznych. W latach 2013–2016 był zastępcą dyrektora Państwowej Agencji Zarządzania i Wykorzystania Zasobów Węglowodorowych. W latach 2016–2017 był przewodniczącym Departamentu Informacji Międzynarodowej turkmeńskiego Ministerstwa Spraw Zagranicznych.
W dniu 18 sierpnia 2014 Serdar Berdimuhamedow obronił rozprawę doktorską w Turkmeńskiej Akademii Nauk, uzyskując stopień kandydata nauk. W lipcu 2015 otrzymał tytuł doktora nauk technicznych.
Przez państwowe media w Turkmenistanie był często określany mianem „syna narodu”.

## Służba wojskowa
Berdimuhamedow odbył dwuletnią obowiązkową służbę wojskową w latach 2001–2003. W dniu 27 października 2017 r. Berdimuhamedow został awansowany ze stopnia majora na podpułkownika. Ceremonia jego awansu była transmitowana w telewizji państwowej. Jego gałąź służby jest nieznana, ale 7 marca 2021 został pokazany w telewizji państwowej w mundurze z naszywką na ramieniu Sił Zbrojnych Turkmenistanu. Ten sam film pokazał go w naramiennikach wskazujących na stopień pułkownika, a dekret przyznający mu honorowy tytuł „Obrońcy Ojczyzny Turkmenistanu” odnosił się do niego jako pułkownika. W dniu 26 stycznia 2023 r. Medżlis Turkmenistanu przyjął uchwałę promującą Serdara Berdimuhamedowa w jego roli „naczelnego dowódcy sił zbrojnych” do stopnia generała armii.

## Kariera polityczna

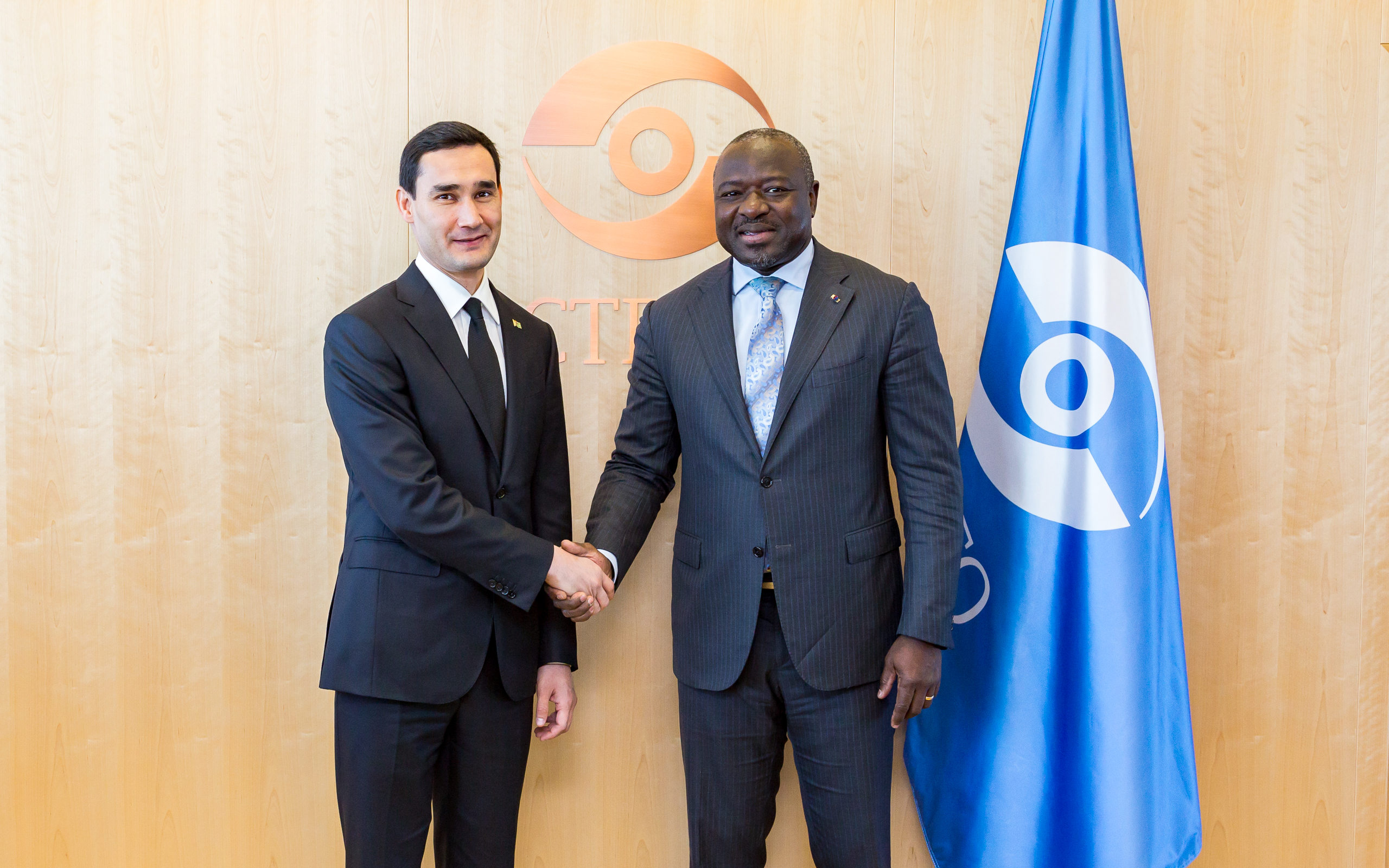
Serdar Berdymuhamedow z kurtuazyjną wizytą u sekretarza wykonawczego Organizacji Traktatu o całkowitym zakazie prób jądrowych, 3 lipca 2018

W listopadzie 2016 Berdimuhamedow zdobył mandat w Medżlisie, reprezentując 25. okręg parlamentarny z siedzibą w Duszak, mieście w prowincji Ahal. W marcu 2018 roku został ponownie wybrany do Zgromadzenia Turkmenistanu z ponad 90% głosów oddanych w jego okręgu. Od marca 2017 przewodniczył komisji ds. ustawodawstwa i norm.
Berdimuhamedow znalazł się w centrum uwagi politycznej po mianowaniu go wiceministrem spraw zagranicznych w marcu 2018. W styczniu 2019 Berdimuhamedow został przeniesiony na stanowisko zastępcy gubernatora prowincji Ahal, rodzinnego regionu większości turkmeńskiej elity. W czerwcu 2019 Berdimuhamedow został podniesiony do rangi gubernatora (häkim) prowincji Ahal. W lutym 2020 Berdimuhamedow został mianowany ministrem przemysłu i materiałów budowlanych Turkmenistanu.

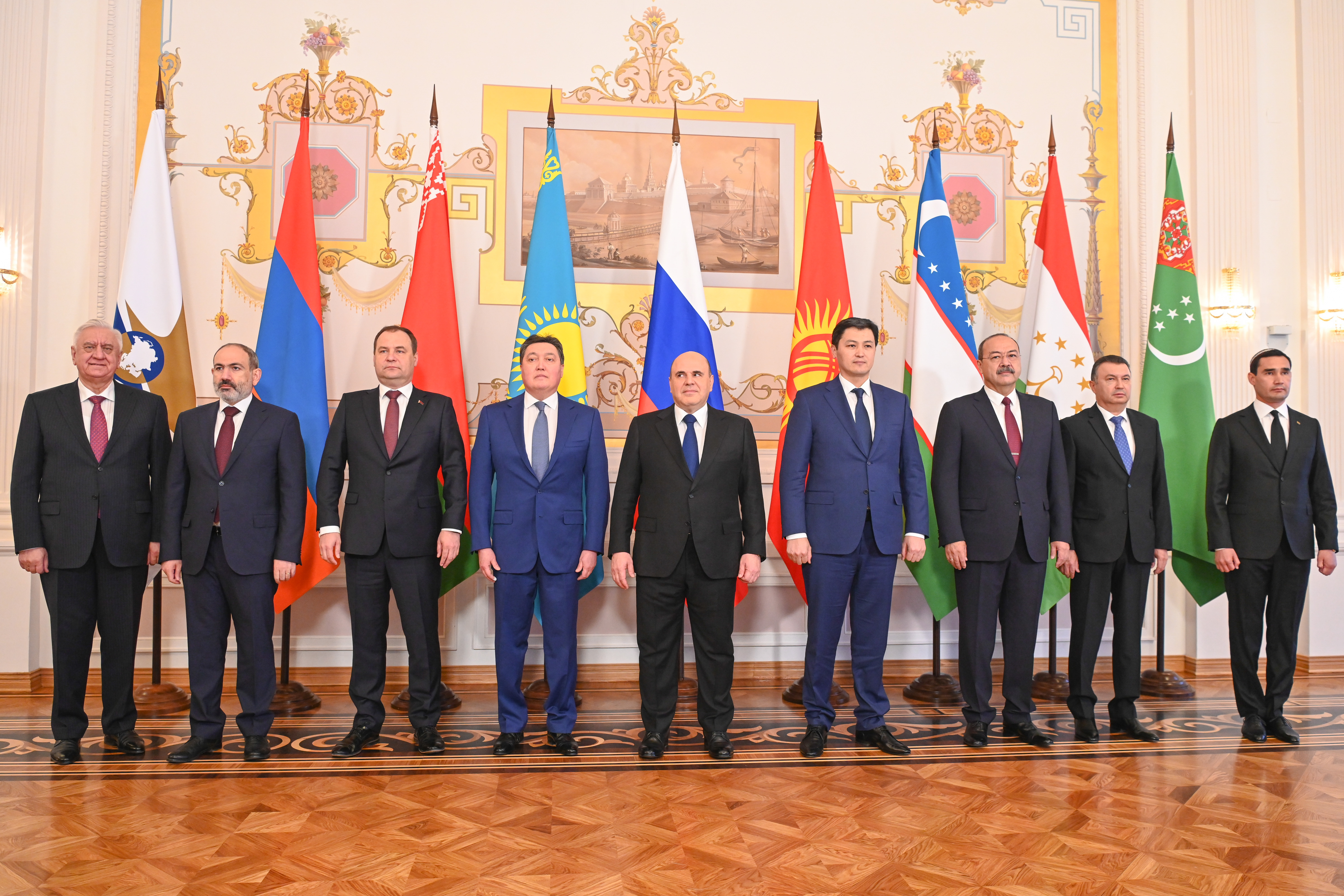
Berdimuhamedow (z prawej) na posiedzeniu Euroazjatyckiej Rady Międzyrządowej w 2021

W dniu 11 lutego 2021 Berdimuhamedow został awansowany na wiceprzewodniczącego Gabinetu Ministrów ds. innowacji i cyfryzacji, nowe stanowisko. Jednocześnie został powołany do Rady Bezpieczeństwa Państwowego i przewodniczącym Najwyższej Izby Kontroli Turkmenistanu. W dniu 9 lipca 2021 Berdimuhamedow został zwolniony ze swoich stanowisk w Radzie Bezpieczeństwa Państwowego i Najwyższej Izbie Kontroli, a jako wiceprzewodniczący otrzymał tekę ekonomii i finansów ze szczególną odpowiedzialnością za „kwestie gospodarcze i bankowe oraz międzynarodowe organizacje finansowe”.
Jest przewodniczącym Turkmeńskiego Stowarzyszenia Psów Alabay[37] i prezesem Międzynarodowego Stowarzyszenia Hodowli Koni Ahal Teke.

### Prezydent Turkmenistanu (od 2022)

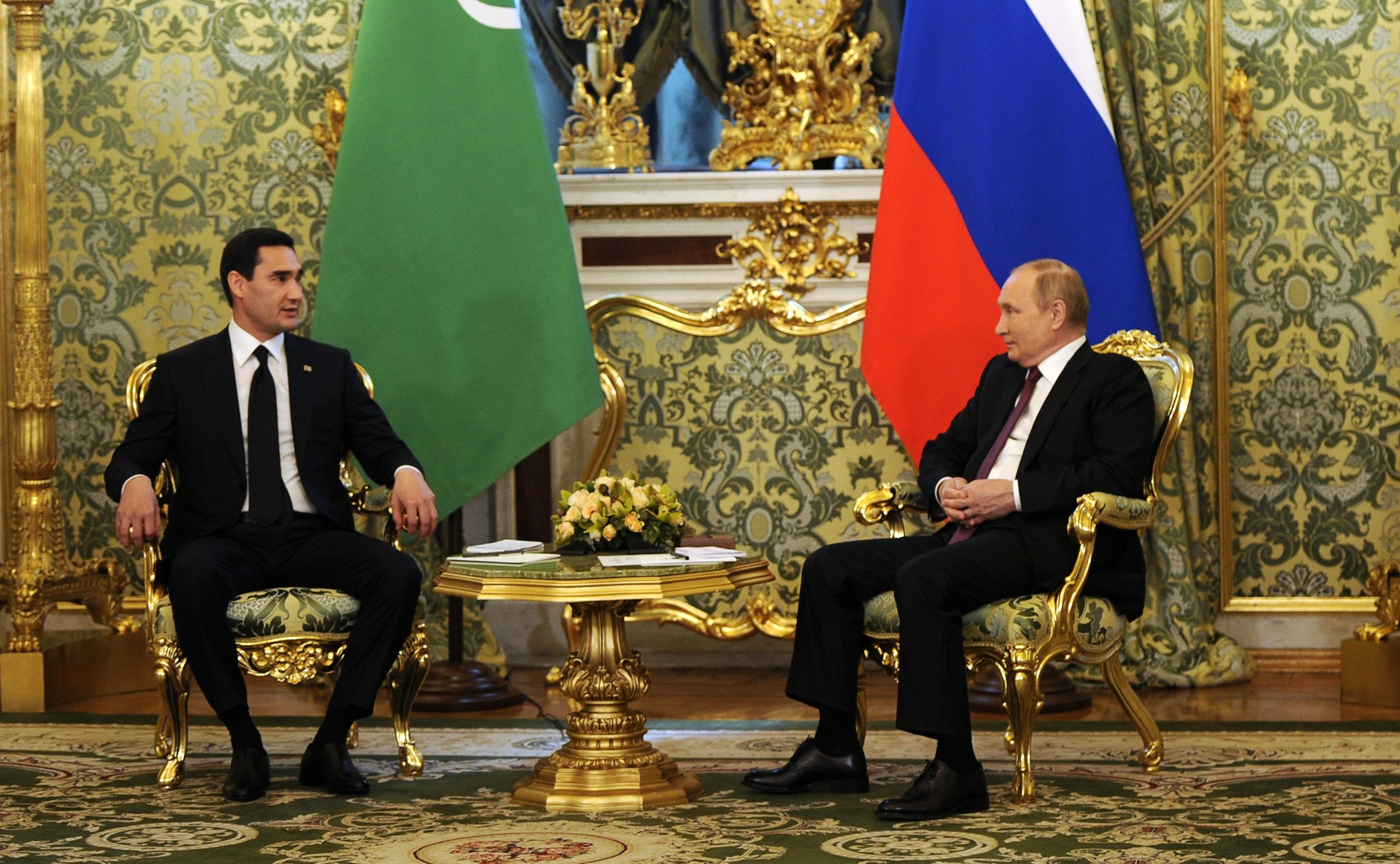
Serdar Berdimuhamedow i Władimir Putin, 10 czerwca 2022

W lutym 2022 potwierdzono, że Berdimuhamedow będzie kandydował w przedterminowych wyborach prezydenckich 12 marca, podsycając spekulacje, że zostanie następcą swojego ojca na stanowisku prezydenta Turkmenistanu. Wygrał wybory z 72,97% głosów i został następcą swojego ojca na stanowisku prezydenta, ustanawiając dynastię polityczną. Wybory były postrzegane przez wielu międzynarodowych obserwatorów jako ani wolne, ani uczciwe.
Serdar Berdimuhamedow został zaprzysiężony 19 marca 2022 w Pałacu Ruhyýet. Złożył przysięgę narodowi na Konstytucję Turkmenistanu i Koran. Następnie starszyzna turkmeńska wręczyła mu odznakę prezydencką. Z pałacu Berdimuhamedow w towarzystwie konnej eskorty przejechał na plac Galkynysh, a następnie do kompleksu pałacu prezydenckiego Oguzhan, gdzie Siły Zbrojne Turkmenistanu przeprowadziły defiladę wojskową. Wicepremier i sekretarz Rady Bezpieczeństwa Państwowego Turkmenistanu Çarymyrat Amanow złożył raport Berdimuhamedowowi. Później tego samego dnia w Centrum Audiencji Turkmenistanu odbyło się oficjalne przyjęcie. W meczecie Hazret Omar dokonał również uroczystego zakatu.

## Życie prywatne
Berdimuhamedow jest żonaty i ma czwórkę dzieci. Kolega z rosyjskiej Akademii Dyplomatycznej opisał go jako spokojnego i skromnego. Instruktorzy i inni koledzy z klasy opisali go jako „skromnego, wrażliwego, uprzejmego i spokojnego”.
Berdimuhamedow mówi po turkmeńsku, rosyjsku i, w przeciwieństwie do swoich poprzedników, po angielsku.
W dniu 30 maja 2022 matka Berdimuhamedowa, Ogulgerek Berdimuhamedowa, otrzymała tytuł Honorowego Tkacza Dywanów Turkmenistanu za wieloletnią pracę w fabryce dywanów w mieście Gökdepe. W dniach 1–2 czerwca 2022 Berdimuhamedow odbył swoją pierwszą wizytę zagraniczną w Arabii Saudyjskiej, gdzie wraz z synem odbył umrę.
21 stycznia 2023 prezydent Turkmenistanu Serdar Berdimuhamedow podpisał ustawę konstytucyjną „O narodowym przywódcy narodu turkmeńskiego”, która zapewniła byłej głowie państwa Gurbanguly Berdimuhamedowowi i członkom jego rodziny immunitet prawny i szereg innych korzyści.